# Margot Lander
Margot Lander   (Oslo, 23 d'agost de 1910 - Copenhaguen, 18 de juliol de 1961) va ser una ballarina primordial en el Royal Ballet Danès i la ballarina danesa més important de la primera meitat del segle xx.
Nascuda a Oslo, era filla de la cantant d'òpera Ella Florentz i del periodista Marx Gerharh. Va començar a estudiar a la "Royal Danish Ballet School" el 1917, i es va incorporar al "Royal Danish Ballet" el 1928. Dos anys després, es va casar amb Harald Lander, ballarí i coreògraf que es va convertir en mestre de ballet al "Royal Danish Ballet".
Margot Lander es va convertir en la primera ballarina el 1933 i la primera ballerina de Dinamarca el 1942. Va ballar els papers protagonistes en els ballets de Harald Lander, al repertori d'August Bournonville, i a Coppélia de Delibes i El llac dels cignes abans de retirar-se el 1950 i ser succeïda per Margrethe Schanne.